# فرودگاه ایمفال

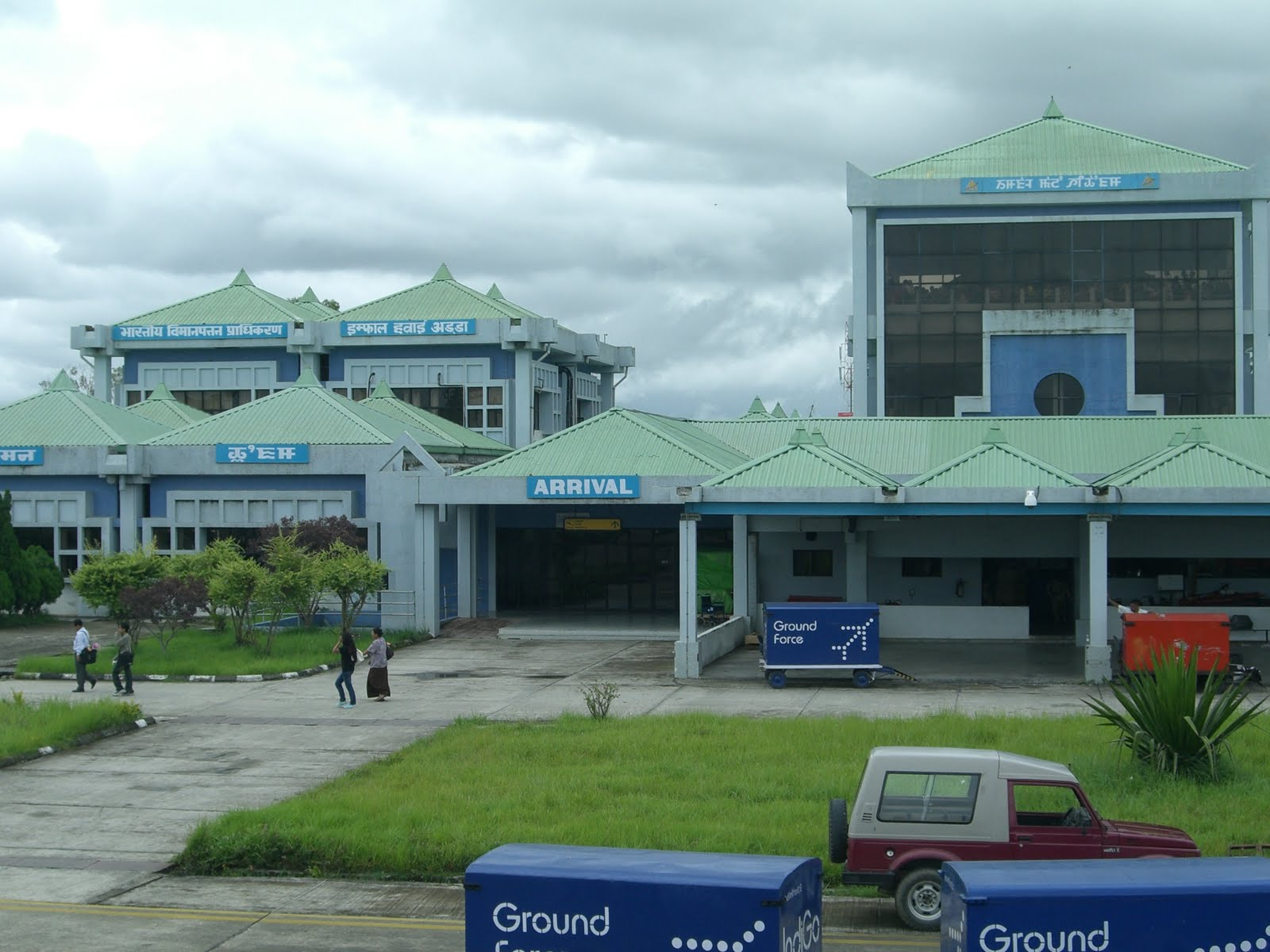
نمایی از فرودگاه ایمفال

فرودگاه ایمفال (به انگلیسی: Imphal Airport) یک فرودگاه همگانی با کد یاتا IMF است که یک باند فرود آسفالت دارد و طول باند آن ۲۷۴۶ متر است. این فرودگاه در شهر ایمفال کشور هند قرار دارد و در ارتفاع ۷۷۴ متری از سطح دریا واقع شده‌است.

## شرکت‌های هواپیمایی و مقصدهای پروازی

### مسافری
| شرکت‌های هواپیمایی | مقصدهای پروازی | Terminal   |
| ----------------- | --- | ---------- |
| ایراژیا هند       | ایندیرا گاندی، لوکپریرا گوپیناز بوردولوئی                                                                          | Domestic-1 |
| ایر ایندیا        | لنگپوی، ایندیرا گاندی، لوکپریرا گوپیناز بوردولوئی، نتاجی سبهاش چندر بوس                                            | Domestic-1 |
| ایندی‌گو           | سردار ولابهبهی پتل، اگرتلا، بنگالورو، ایندیرا گاندی، لوکپریرا گوپیناز بوردولوئی، راجیو گاندی، نتاجی سبهاش چندر بوس | Domestic-1 |
| Luwang Airline    | شیلانگ، اگرتلا، سیچار، ایندیرا گاندی، لوکپریرا گوپیناز بوردولوئی، دیماپور، نتاجی سبهاش چندر بوس                    | Domestic-1 |